# Ебен Моглен
Ѐбен Мо̀глен (на английски: Eben Moglen) е преподавател по право и история на правото в Колумбийския университет, и заедно с Ричард Столман е един от основателите на Фондацията за свободен софтуер и съавтор на лицензите на GNU за свободен софтуер и свободна документация.
Защитава тезата, че свободното споделяне на знанията (в частност свободният софтуер) е основно изискване на свободното и демократично общество, което зависи от техническите устройства. Само ако контролът върху тези устройства е достъпен за техните собственици чрез свободния софтуер, можем да държим в равновесие техническата мощ.
Метафоричният извод на Моглен върху закона на Фарадей е идеята, че интернет работи като индукция на човешките умове на планетата.